# Séries éliminatoires de la Coupe Stanley 1929
Année précédente Année suivante
Les séries éliminatoires de la Coupe Stanley 1929 font suite à la saison 1928-1929 de la Ligue nationale de hockey. Les Bruins de Boston remportent leur première Coupe Stanley en battant en finale les Rangers de New York sur le score de 2 matchs à 0.

## Contexte
Les premiers de chaque division sont qualifiés d'office pour le deuxième tour de la Coupe Stanley. Contrairement à l'année précédente où le 2e affrontait le 3e de sa division, le 2e et le 3e d'une division doivent désormais affronter le 2e et le 3e de l'autre division. Les vainqueurs s'affrontent ensuite pour défier le vainqueur du match opposant les deux champions de division. Le premier tour se joue au nombre de buts alors que le second et la finale sont joués au nombre de matchs remportés.

## Tableau récapitulatif
|  | Premier tour | Premier tour           | Premier tour | Premier tour           |    |                     | Demi-finales | Demi-finales | Demi-finales | Demi-finales |  |  | Finale de la Coupe Stanley | Finale de la Coupe Stanley | Finale de la Coupe Stanley | Finale de la Coupe Stanley |
|  |              |                        |              |                        |    |                     |              |              |              |              |  |  |                            |                            |                            |                            |
|  |              |                        |              |                        |    |                     |              |              |              |              |  |  |                            |                            |                            |                            |
|  |              |                        |              |                        |    |                     |              |              |              |              |  |  |                            |                            |                            |                            |
|  |              |                        |              |                        |    |                     |              |              |              |              |  |  |                            |                            |                            |                            |
|  |              |                        |              |                        |    |                     |              |              |              |              |  |  |                            |                            |                            |                            |
|  |              |                        |              |                        |    |                     |              |              |              |              |  |  |                            |                            |                            |                            |
|  | A1           | Bruins de Boston       | 3            | 3                      |    |                     |              |              |              |              |  |  |                            |                            |                            |                            |
|  | A1           | Bruins de Boston       | 3            | 3                      |    |                     |              |              |              |              |  |  |                            |                            |                            |                            |
|  |              |                        | C1           | Canadiens de Montréal  | 0  | 0                   |              |              |              |              |  |  |                            |                            |                            |                            |
|  |              |                        |              |                        | 0  | 0                   |              |              |              |              |  |  |                            |                            |                            |                            |
|  |              |                        |              |                        |    |                     |              |              |              |              |  |  |                            |                            |                            |                            |
|  |              |                        |              |                        |    |                     |              |              |              |              |  |  |                            |                            |                            |                            |
|  | A1           | Bruins de Boston       | 2            | 2                      |    |                     |              |              |              |              |  |  |                            |                            |                            |                            |
|  | A1           | Bruins de Boston       | 2            | 2                      |    |                     |              |              |              |              |  |  |                            |                            |                            |                            |
|  |              |                        | A2           | Rangers de New York    | 0  | 0                   |              |              |              |              |  |  |                            |                            |                            |                            |
|  | A2           | Rangers de New York    | A2           | Rangers de New York    | 0  | 0                   | 1            | 1            |              |              |  |  |                            |                            |                            |                            |
|  | A2           | Rangers de New York    |              |                        |    |                     |              |              |              |              |  |  |                            |                            |                            |                            |
|  | C2           | Americans de New York  | 0            | 0                      |    |                     |              |              |              |              |  |  |                            |                            |                            |                            |
|  | C2           | Americans de New York  | 0            | 0                      | A2 | Rangers de New York | 2            | 2            |              |              |  |  |                            |                            |                            |                            |
|  |              |                        |              |                        | A2 | Rangers de New York | 2            | 2            |              |              |  |  |                            |                            |                            |                            |
|  |              |                        | C3           | Maple Leafs de Toronto | 0  | 0                   |              |              |              |              |  |  |                            |                            |                            |                            |
|  | A3           | Cougars de Détroit     | C3           | Maple Leafs de Toronto | 0  | 0                   | 2            | 2            |              |              |  |  |                            |                            |                            |                            |
|  | A3           | Cougars de Détroit     |              |                        |    |                     |              | 2            |              |              |  |  |                            |                            |                            |                            |
|  | C3           | Maple Leafs de Toronto | 7            | 7                      |    |                     |              |              |              |              |  |  |                            |                            |                            |                            |
|  | C3           | Maple Leafs de Toronto | 7            | 7                      |    |                     |              |              |              |              |  |  |                            |                            |                            |                            |
|  |              |                        |              |                        |    |                     |              |              |              |              |  |  |                            |                            |                            |                            |

## Détails des matchs

### Premier tour

#### Détroit contre Toronto
| 19 mars | Détroit | 1-3 (0-2, 0-0, 1-1) | Toronto | Olympia Stadium 13 500 spectateurs |

| Feuille de match. | Feuille de match. | Feuille de match. | Feuille de match.                                         | Feuille de match.                           |
| ----------------- | ----------------- | ----------------- | --------------------------------------------------------- | ------------------------------------------- |
|                   | Hay — 56 min 35 s | 0-1 0-2 1-2 1-3   | Blair — 1 min 34 s Smith — 18 min 35 s Blair — 58 min 7 s | Arbitrage : George Mallinson Jerry Laflamme |
| Dolson            | Gardiens          | Chabot            |                                                           | Arbitrage : George Mallinson Jerry Laflamme |
|                   |                   |                   |                                                           | Arbitrage : George Mallinson Jerry Laflamme |
|                   |                   |                   |                                                           | Arbitrage : George Mallinson Jerry Laflamme |

| 21 mars | Toronto | 4-1 (2-0, 1-0, 1-1) | Détroit | Arena Gardens |

| Feuille de match | Feuille de match                                                                  | Feuille de match    | Feuille de match    | Feuille de match                            |
| ---------------- | --------------------------------------------------------------------------------- | ------------------- | ------------------- | ------------------------------------------- |
|                  | Day — 6 min 35 s Pettinger — 8 min 13 s Horner — 38 min 30 s Bailey — 59 min 58 s | 0-1 0-2 0-3 1-3 1-4 | Aurie — 58 min 55 s | Arbitrage : Jerry Laflamme George Mallinson |
| Chabot           | Gardiens                                                                          | Dolson              |                     | Arbitrage : Jerry Laflamme George Mallinson |
|                  |                                                                                   |                     |                     | Arbitrage : Jerry Laflamme George Mallinson |
|                  |                                                                                   |                     |                     | Arbitrage : Jerry Laflamme George Mallinson |

#### Americans de New York contre Rangers de New York
| 19 mars | Americans | 0-0 (0-0, 0-0, 0-0) | Rangers | Madison Square Garden |

| Feuille de match | Feuille de match | Feuille de match | Feuille de match | Feuille de match                  |
| ---------------- | ---------------- | ---------------- | ---------------- | --------------------------------- |
|                  |                  |                  |                  | Arbitrage : Lou Marsh Mike Rodden |
| Worters          | Gardiens         | Roach            |                  |                                   |
|                  |                  |                  |                  |                                   |
|                  |                  |                  |                  |                                   |

| 21 mars | Rangers | 1-0 (2 pr) (0-0, 0-0, 0-0, 0-0, 1-0) | Americans | Madison Square Garden 15 000 spectateurs |

| Feuille de match | Feuille de match      | Feuille de match | Feuille de match | Feuille de match                  |
| ---------------- | --------------------- | ---------------- | ---------------- | --------------------------------- |
|                  | Keeling — 99 min 50 s | 1-0              |                  | Arbitrage : Lou Marsh Mike Rodden |
| Roach            | Gardiens              | Worters          |                  | Arbitrage : Lou Marsh Mike Rodden |
|                  |                       |                  |                  | Arbitrage : Lou Marsh Mike Rodden |
|                  |                       |                  |                  | Arbitrage : Lou Marsh Mike Rodden |

### Deuxième tour

#### Boston contre Montréal
| 19 mars | Boston | 1-0 (1-0, 0-0, 0-0) | Montréal | 16 000 spectateurs |

| Feuille de match | Feuille de match     | Feuille de match | Feuille de match | Feuille de match                           |
| ---------------- | -------------------- | ---------------- | ---------------- | ------------------------------------------ |
|                  | Weiland — 7 min 20 s | 1-0              |                  | Arbitrage : Cooper Smeaton, Bobby Hewitson |
| Thompson         | Gardiens             | Hainsworth       |                  | Arbitrage : Cooper Smeaton, Bobby Hewitson |
|                  |                      |                  |                  | Arbitrage : Cooper Smeaton, Bobby Hewitson |
|                  |                      |                  |                  | Arbitrage : Cooper Smeaton, Bobby Hewitson |

| 21 mars | Boston | 1-0 (1-0, 0-0, 0-0) | Montréal |  |

| Feuille de match | Feuille de match     | Feuille de match | Feuille de match | Feuille de match                           |
| ---------------- | -------------------- | ---------------- | ---------------- | ------------------------------------------ |
|                  | Weiland — 6 min 13 s | 1-0              |                  | Arbitrage : Cooper Smeaton, Bobby Hewitson |
| Thompson         | Gardiens             | Hainsworth       |                  | Arbitrage : Cooper Smeaton, Bobby Hewitson |
|                  |                      |                  |                  | Arbitrage : Cooper Smeaton, Bobby Hewitson |
|                  |                      |                  |                  | Arbitrage : Cooper Smeaton, Bobby Hewitson |

| 23 mars | Montréal | 2-3 (2-0, 0-3, 0-0) | Boston | Forum de Montréal 13 000 spectateurs |

| Feuille de match  | Feuille de match                       | Feuille de match    | Feuille de match                                             | Feuille de match                           |
| ----------------- | -------------------------------------- | ------------------- | ------------------------------------------------------------ | ------------------------------------------ |
|                   | Leduc — 9 min 27 s Joliat — 9 min 36 s | 1-0 2-0 2-1 2-2 2-3 | Carson — 29 min 35 s Gainor — 34 min 8 s Shore — 34 min 59 s | Arbitrage : Cooper Smeaton, Bobby Hewitson |
| George Hainsworth | Gardiens                               | Tiny Thompson       |                                                              | Arbitrage : Cooper Smeaton, Bobby Hewitson |
|                   |                                        |                     |                                                              | Arbitrage : Cooper Smeaton, Bobby Hewitson |
|                   |                                        |                     |                                                              | Arbitrage : Cooper Smeaton, Bobby Hewitson |

#### Rangers de New York contre Toronto
| 24 mars | New York | 1-0 (1-0, 0-0, 0-0) | Toronto | Madison Square Garden |

| Feuille de match | Feuille de match     | Feuille de match | Feuille de match | Feuille de match                            |
| ---------------- | -------------------- | ---------------- | ---------------- | ------------------------------------------- |
|                  | Keeling — 7 min 33 s | 1-0              |                  | Arbitrage : George Mallinson Jerry Laflamme |
| Roach            | Gardiens             | Chabot           |                  | Arbitrage : George Mallinson Jerry Laflamme |
|                  |                      |                  |                  | Arbitrage : George Mallinson Jerry Laflamme |
|                  |                      |                  |                  | Arbitrage : George Mallinson Jerry Laflamme |

| 24 mars | Toronto | 1-2 (pr) (1-1, 0-0, 0-0, 0-1) | New York | Arena Gardens 9 000 spectateurs |

| Feuille de match | Feuille de match   | Feuille de match | Feuille de match                          | Feuille de match                            |
| ---------------- | ------------------ | ---------------- | ----------------------------------------- | ------------------------------------------- |
|                  | Blair — 1 min 57 s | 1-0 1-1 1-2      | B. Cook — 3 min 35 s Boucher — 62 min 3 s | Arbitrage : Jerry Laflamme George Mallinson |
| Chabot           | Gardiens           | Roach            |                                           | Arbitrage : Jerry Laflamme George Mallinson |
|                  |                    |                  |                                           | Arbitrage : Jerry Laflamme George Mallinson |
|                  |                    |                  |                                           | Arbitrage : Jerry Laflamme George Mallinson |

### Finale de la Coupe Stanley
| 28 mars | Boston | 2-0 (0-0, 2-0, 0-0) | New York | 15 000 spectateurs |

| Feuille de match | Feuille de match                          | Feuille de match | Feuille de match | Feuille de match                            |
| ---------------- | ----------------------------------------- | ---------------- | ---------------- | ------------------------------------------- |
|                  | Clapper — 25 min 13 s Gainor — 36 min 1 s | 1-0 2-0          |                  | Arbitrage : Bobby Hewitson George Mallinson |
| Thompson         | Gardiens                                  | Roach            |                  | Arbitrage : Bobby Hewitson George Mallinson |
|                  |                                           |                  |                  | Arbitrage : Bobby Hewitson George Mallinson |
|                  |                                           |                  |                  | Arbitrage : Bobby Hewitson George Mallinson |

| 28 mars | New York | 1-2 (0-0, 0-1, 1-1) | Boston | Madison Square Garden 15 000 spectateurs |

| Feuille de match | Feuille de match      | Feuille de match | Feuille de match                        | Feuille de match                            |
| ---------------- | --------------------- | ---------------- | --------------------------------------- | ------------------------------------------- |
|                  | Keeling — 46 min 48 s | 0-1 1-1 1-2      | Oliver — 34 min 1 s Carson — 58 min 2 s | Arbitrage : Bobby Hewitson George Mallinson |
| Roach            | Gardiens              | Thompson         |                                         | Arbitrage : Bobby Hewitson George Mallinson |
|                  |                       |                  |                                         | Arbitrage : Bobby Hewitson George Mallinson |
|                  |                       |                  |                                         | Arbitrage : Bobby Hewitson George Mallinson |